# ان‌جی‌سی ۵۰۵۳
ان‌جی‌سی ۵۰۵۳ (انگلیسی: NGC 5053) یک خوشه کروی در صورت فلکی گیسو است. این کهکشان در ۱۴ مارس ۱۷۸۴ توسط ستاره شناس آلمانی-بریتانیایی ویلیام هرشل کشف شد.